# 박형우
박형우(朴亨宇, 1957년 8월 13일~)은 대한민국의 정치인이다. 제6·7·8대 인천 계양구청장을 지냈다.

## 학력
- 1957년 8월 13일 경기도 인천시(현 인천광역시) 출생
- 1970년 인천부평국민학교 졸업
- 1973년 부평중학교 졸업
- 1976년 인천기계공업고등학교 졸업
- 동양공업전문대학 건축학 학사

## 경력
- 주식회사 우진토건 대표이사
- 1995. 7.~2002. 6. 제2·3대 인천광역시의회 의원(민선 1·2기, 인천 계양구 제1선거구, 민주당→무소속→새정치국민회의→새천년민주당, 재선)
  - 1995. 7.~1998. 6. 제2대 인천광역시의회 전·후반기 건설위원회 간사
  - 1998. 7.~2000. 6. 제3대 인천광역시의회 전반기 건설위원회 위원
  - 2000. 7.~2002. 6. 제3대 인천광역시의회 후반기 건설위원회 위원장
- 부평계양 시민모임 환경분과위원
- 인천부평초등학교 총동문회 부회장
- 민주당 지자체발전협의회 효성동 협의회장
- 민주당 인천광역시 지부 북구 을 지구당 부위원장
- 새정치국민회의 인천광역시 지부 계양구·강화군 갑 지구당 부위원장
- 인천광역시청 도시계획위원
- 인천광역시 세계추친협의회 간사
- 인천광역시 지하철공사 비상임이사
- 민주평화통일자문회의 자문위원
- 인천광역시 택시정책 자문위원
- 인천광역시 제2의건국범국민추진위원회 위원
- 새천년민주당 인천광역시 지부 계양구 지구당 부위원장
- 열린우리당 인천광역시당 건설특별위원회 위원장
- 민주당 인천광역시당 사무처장
- 민주당 인천광역시당 건설특별위원회 위원장
- 2010. 7.~2022. 6. 제6·7·8대 인천광역시 계양구청장(민선 5·6·7기, 민주당→민주통합당→민주당→새정치민주연합→더불어민주당, 3선)
- 2018. 9.~2020. 9. 전국시장·군수·구청장협의회 감사 겸 인천 협의회장
- 2022. 10.~ : 더불어민주당 인천광역시당 정책위원회 위원장
- 2023. 12.~2024. 2. 대한민국 제22대 국회의원 선거 인천 계양구 을 더불어민주당 국회의원 예비후보
- 2024. 3.~2024. 4. 제22대 국회의원 선거 더불어민주당 인천광역시당 계양구(계양구 갑, 계양구 을) 상임총괄선거대책위원장

## 역대 선거 결과
|  | 46.46% |

|  | 51.06% |

|  | 47.60% |

|  | 32.25% |

|  | 53.97% |

|  | 54.70% |

|  | 68.85% |

## 소속 정당
| 소속 정당 | 소속 정당      | 소속 기간 | 비고      |
| --------- | -------------- | --------- | --------- |
|           | 민주당         | 1995      | 정계 입문 |
|           | 무소속         | 1995      | 탈당      |
|           | 새정치국민회의 | 1995~2000 | 창당      |
|           | 새천년민주당   | 2000~2003 | 합당      |
|           | 무소속         | 2003      | 탈당      |
|           | 열린우리당     | 2003~2007 | 창당      |
|           | 대통합민주신당 | 2007~2008 | 합당      |
|           | 통합민주당     | 2008      | 합당      |
|           | 민주당         | 2008~2011 | 당명 변경 |
|           | 민주통합당     | 2011~2013 | 합당      |
|           | 민주당         | 2013~2014 | 당명 변경 |
|           | 새정치민주연합 | 2014~2015 | 합당      |
|           | 더불어민주당   | 2015~현재 | 당명 변경 |